# لاند (یوتا)
لاند (به انگلیسی: Lund) یک منطقهٔ مسکونی در ایالات متحده آمریکا است که در شهرستان آیرون، یوتا واقع شده‌است. لاند ۱٬۵۵۰ متر بالاتر از سطح دریا واقع شده‌است.